# Babouin hamadryas
Papio hamadryas · Hamadryas
Pour les articles homonymes, voir Papion (homonymie), Hamadryas, Hamadryade et Tartarin.
Espèce
Synonymes
- Papio cynamolgus (Linnaeus, 1758)
- Papio wagleri (Agassiz, 1828)
- Papio chaeropitheus (Lesson, 1840)
- Papio nedjo (Reichenbach, 1863)
- Papio aegyptiaca (Gray, 1870)
- Papio arabicus (Thomas, 1900)
- Papio brockmani (Elliot, 1909)

Statut de conservation UICN

 LC  : Préoccupation mineure
Statut CITES
Le Babouin hamadryas ou Hamadryas (Papio hamadryas) est un babouin des régions arides qui se rencontre de part et d'autre de la mer Rouge et dans la corne de l'Afrique (Djibouti, Éthiopie, Érythrée, Somalie). Il a été probablement introduit dans la péninsule Arabique par les navigateurs yéménites.

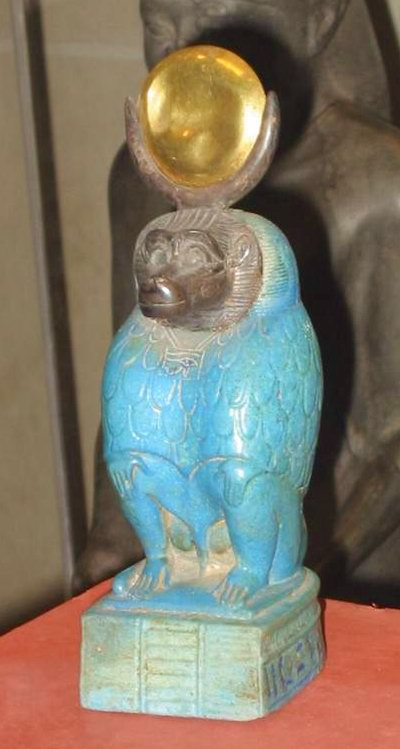
Babouin sacré des Égyptiens, Musée du Louvre

Cette espèce de babouins était sacrée chez les anciens Égyptiens ; l'une des représentations du dieu Thot est l'hamadryas, le babouin à manteau.
Le dimorphisme sexuel est marqué. Les mâles adultes pèsent une vingtaine de kilogrammes. Ils portent un manteau de longs poils clairs qui s'arrête au bassin. La face est glabre ; le museau est long et anguleux. Les mâchoires montrent des canines de 4 cm. Les femelles sont beaucoup plus petites (12 kg) ; leur poil est brun et court. Le babouin hamadryas mesure de 50 à 90 cm et sa queue mesure de 40 à 60 cm.
Son alimentation est constituée de feuilles, de fruits, de racines, de graines, d'œufs, de petits vertébrés et même de scorpions.
La maturité sexuelle survient vers l'âge de 4 ou 5 ans pour la femelle et de 5 à 7 ans pour le mâle. La gestation dure environ six mois et les femelles ont un petit environ tous les vingt-deux mois. La durée de vie dans la nature est estimée à une vingtaine d'années.
Ces babouins vivent dans des harems (en) polygynes.

## Dénominations
Babouin hamadryas, Hamadryas,, Hamadryade, Cynocéphale hamadryade, Cynocéphale papion, Papion à perruque, Tartarin.

## Découverte et taxinomie
Cette espèce a été décrite pour la première fois en 1758 par Carl von Linné sous le nom Simia hamadryas.

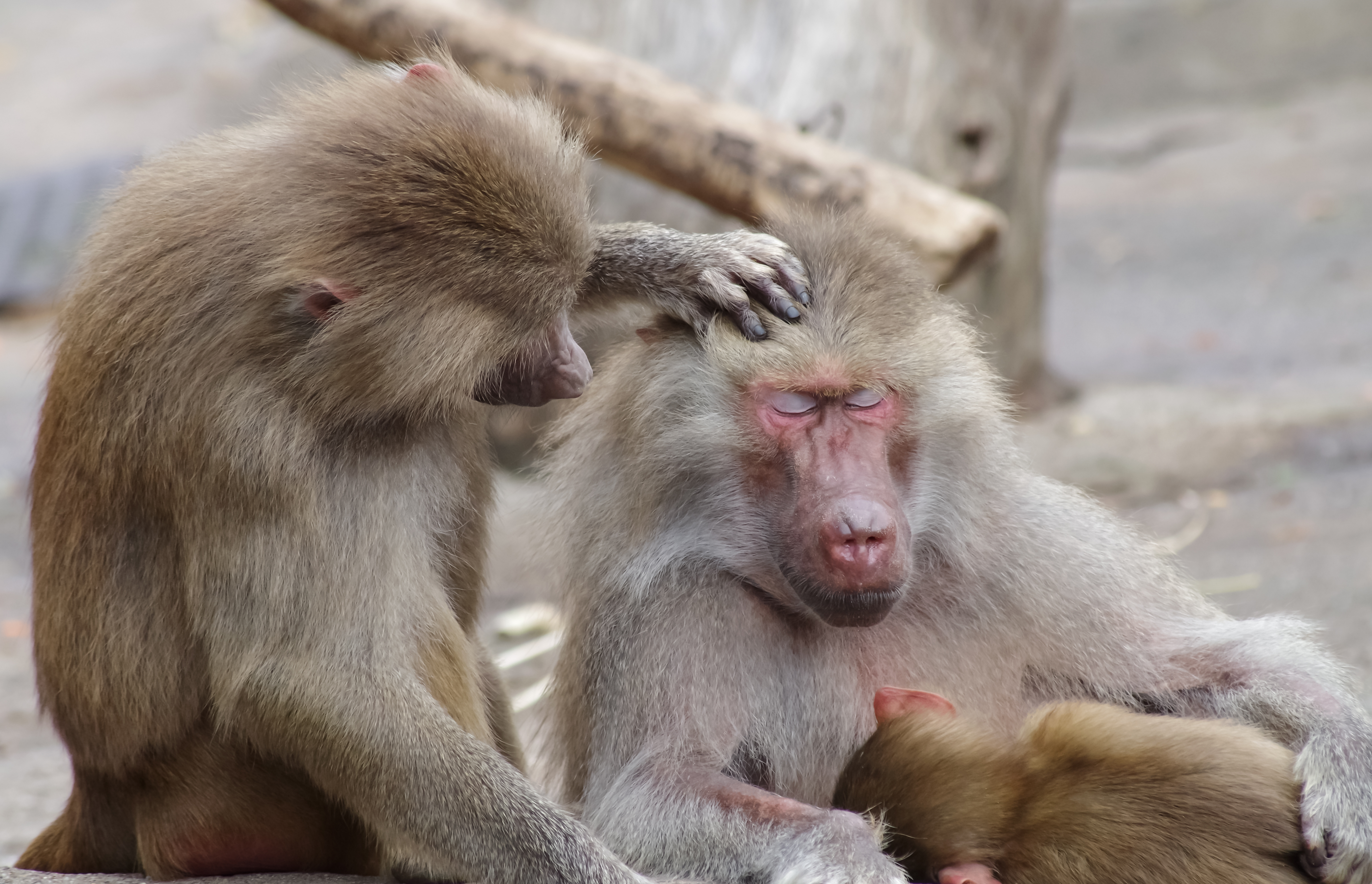
Hamadryas en famille.
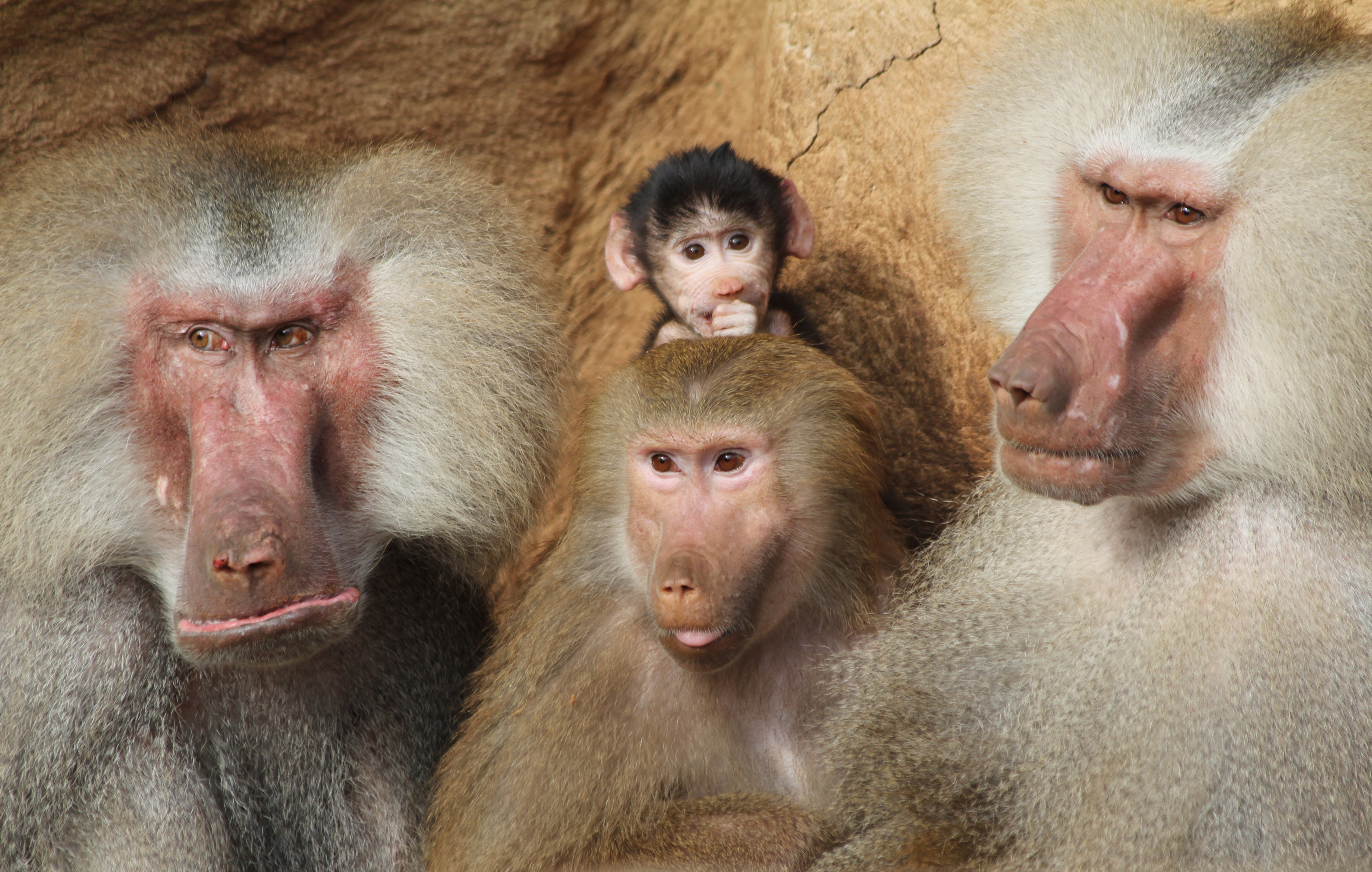
Babouins hamadryas au zoo de Cologne.

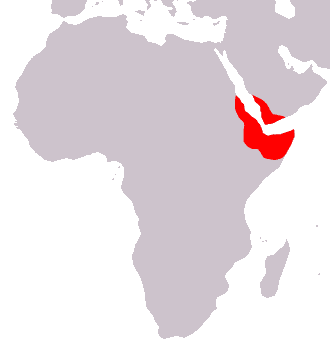
Aire de répartition